# 日本西洋古典学会
日本西洋古典学会（にほんせいようこてんがっかい、英：The Classical Society of Japan）は、日本における西洋古典学の学会である。

## 概要
1950年10月22日、第一回大会と同時に設立。日本における西洋古典学の研究と普及に従事と、会員同士の研究上の連絡・親睦を目的とする。
事務局は京都大学西洋古典学研究室に設置。委員長は高橋宏幸（第12代、2019年6月より）。
学会誌として、和文・欧文混合の「西洋古典学研究」（1953年創刊）と、欧文のJapan Studies in Classical Antiquity（JASCA、2011年創刊）を刊行している。大会は、毎年5月から6月頃に行われる。
発足時は、呉茂一（初代委員長）、田中美知太郎（第2代委員長）、高津春繁、村川堅太郎、松平千秋の他、出版社の生活社などが携わった。
西洋古典叢書（京都大学学術出版会、1997年発足）の多くが西洋古典学会に所属する学者により翻訳されている。

## 歴代委員長
1. 呉茂一（1951年2月～1956年11月）
2. 田中美知太郎（1956年11月～1965年10月）
3. 高津春繁（1965年10月～1973年5月）
4. 松平千秋（1973年5月～1986年6月）
5. 藤澤令夫（1986年6月～1998年5月）
6. 岡道男（1998年5月～2000年3月）
7. 久保正彰（2000年6月～2001年6月）
8. 伊藤貞夫（2001年6月～2004年6月）
9. 内山勝利（2004年6月～2010年6月）
10. 中務哲郎（2010年6月～2016年6月）
11. 逸身喜一郎（2016年6月～2019年6月）
12. 高橋宏幸（2019年6月～）